# Chomolhari
| Tibetische Bezeichnung                       |
| -------------------------------------------- |
| Tibetische Schrift: ཇོ་མོ་ལྷ་རི།                 |
| Wylie-Transliteration: jo mo lha ri          |
| Aussprache in IPA: [ʨʰomoɬari]               |
| Offizielle Transkription der VRCh: Qomolhari |
| THDL-Transkription: Jomolhari                |
| Andere Schreibweisen: Chomolhari, Jomolari   |
| Chinesische Bezeichnung                      |
| Vereinfacht: 绰莫拉日                        |
| Pinyin:Chāomòlārì                            |

Chomolhari (auch Chomo Lhari; tibetisch ཇོ་མོ་ལྷ་རི། Wylie jo mo lha ri, „Berg der Göttin“), manchmal auch „Braut des Kangchendzönga“ genannt, ist ein Berg im Himalaya an der Grenze des Kreises Yadong im Autonomen Gebiet Tibet in der Volksrepublik China und des Bezirks Paro in Bhutan. Der Berg liegt am Rande des Jigme-Dorji-Nationalparks.
Der Berg ist heilig für tibetische Buddhisten, die jedes Jahr eine Pilgerfahrt von Phari Dzong zum heiligen See Chomo Lharang in etwa 5100 m Höhe im Norden des Berges durchführen. Die Nordwand des Chomolhari steigt mehr als 2700 m über die unfruchtbare Ebene an ihrem Fuße auf.
Obwohl der Berg sehr bekannt ist und einen spektakulären Anblick von der Haupthandelsroute von Indien in das tibetische Pagri-Tal bietet, fanden dort nur sehr wenige bergsteigerische Aktivitäten statt. Dieses hatte möglicherweise seinen Grund in der Zugangsbeschränkung von Seiten der bhutanesischen Behörden wie auch in der Schwierigkeit der Routen von der chinesischen Seite. Die erste Besteigung fand durch eine fünfköpfige britische Expedition im Mai 1937 statt. Freddie Spencer Chapman und Pasang Dawa Lama erreichten den Gipfel von Bhutan aus über den Südostsporn. Die zweite erfolgreiche Besteigung unternahm eine indisch-bhutanesische Militärexpedition im Jahr 1970, die von Colonel Narendra Kumar geführt wurde. Die dritte Besteigung wurde 1996 von einer japanisch-chinesischen Expedition durchgeführt, die den Südsattel von der chinesischen Seite aus erreichten und den Gipfel über den Südgrat erkletterten. Im Mai 2004 erreichten die britischen Bergsteiger Julie-Ann Clyma und Roger Payne den Gipfel ebenfalls über den etwa 5800 m hohen Südsattel, nachdem Versuche, den beeindruckenden Nordwestpfeiler zu ersteigen, durch starke Winde vereitelt wurden.
Im Oktober 2006 erschloss ein sechsköpfiges slowenisches Team zwei neue Routen und markierten so die fünfte und sechste Besteigung. Rok Blagus, Tine Cuder, Samo Krmelj und Matej Kladnik nahmen an der Nordwand den Weg über den linken Couloir zum östlichen Grat bei etwa 7100 m, während Marko Prezelj und Boris Lorencic den nordwestlichen Rücken in einem Sechs-Tage-Rundtrip kletterten. Diese Tour verschaffte Prezelj und Lorencic den Piolet d’Or im Januar 2007.
Es gibt keine Hinweise dafür, dass der Berg, dessen offizielle Höhe etwas über 7300 m liegt, jemals genau vermessen wurde. Seine wirkliche Höhe könnte näher an 7000 m liegen.